# Alekszandr Ivanovics Ivanov
Alekszandr Ivanovics Ivanov (oroszul: Александр Иванович Иванов; Leningrád, 1928. április 4. – Szentpétervár, 1997. március 29.) szovjet válogatott orosz labdarúgó-középpályás.
A szovjet válogatott tagjaként részt vett az 1958-as labdarúgó-világbajnokságon.